# 玉树兵变
玉树兵变，是在1946年端午节深夜，军阀马步芳在青海玉树的军队中因虐待士兵问题而爆发的一场兵变。

## 兵变经过
1945年，马步芳派马正魁为青海南部边区警备司令，驻军玉树。马正魁除热衷宗教活动之外，还歧视，虐待，殴打士兵，并且克扣士兵之粮饷，引起士兵的极大不满。
1946年，马步芳亲信马步銮返回西宁，其留驻青海的三连连长马如海和团部副官马金龙派士兵到河滩边拾鸟蛋，士兵回来后遭马正魁以擅自行动的名义扣押并毒打。马如海和马金龙前往说情，被拒绝。二马对马正魁怀恨在心。
1946年端午节晚，趁马正魁熟睡后，马如海发动兵变，打死马正魁及其秘书，译电员和亲信8人，随后占据玉树长达8天。8天之后马如海带领变兵西逃。
马步芳对变兵实行安抚政策，先后派玉树专员，玉树地区的乡绅多人写信及带同给养给变兵，劝其归队。后命令玉树等县出动百多户牧民带起给养，同变兵一起返回西宁。马如海最终决定回西宁自首。
变兵回到西宁后，马步芳免去变兵死刑，但罚做苦役。